# Yasmin Parvis
Yasmin Parvis (* 11. Oktober 1977 in Wiesbaden) ist eine deutsche Fernsehmoderatorin und
-journalistin.

## Leben
Yasmin Parvis studierte an der Johannes-Gutenberg-Universität in Mainz Soziologie, Politik und Rechtswissenschaften mit einem Abschluss als Master of Arts. Während ihres Studiums arbeitete sie als Projektleiterin für Events und Medientraining. Nach dem Studium absolvierte sie 2005 eine Hospitanz in der heute-Redaktion. Darüber hinaus organisierte Parvis als Projektleiterin anschließend weiter große „Social-Events“. 2006 kehrte sie in die heute-Redaktion zurück.

## Moderationen
- heute-Spätnachrichten und heute 100sec (2009–2015)
- heute plus (2011–2015)
- heute Xpress (2015–2016)